# Sandman: Kralj snova (televizijska serija)
Sandman: Kralj snova (eng. The Sandman) američka je fantastično dramska televizijska serija temeljena prema istoimenom stripu DC Comics-a 90-ih, autora Neila Gaimana. Autori serije su Neil Gaiman, David S. Goyer i Allan Heinberg, koji su razvili seriju za streaming servis Netflix, a produciraju je DC Entertainment i Warner Bros. Television.

## Radnja
Godine 1916. Morfej, kralj snova i jedan od sedam Vječnih, zarobljen je tijekom rituala. Nakon što je bio zatočen 105 godina, bježi i postavlja sebi cilj vraćanja reda u svoje Kraljevstvo Snova.

## Pregled serije
| Sezona | Epizoda | Datum             |
| ------ | ------- | ----------------- |
| 1      | 10      | 5. kolovoza 2022. |

### Sezona 1
1. San pravednika
2. Nesavršeni domaćini
3. Sanjaj mali san o meni
4. Nada u Paklu
5. 24 sata dnevno
6. Zvuk njezinih krila
7. Lutkina kuća
8. Kuća igara
9. Sakupljaći
10. Izgubljena srca

## Glumačka postava

### Glavni
- Tom Sturridge kao Morfej / San: Gospodar snova i vladar Kraljevstva Snova.
- Boyd Holbrook kao Corinthian: Noćna mora koja je pobjegla od Sna.
- Vivienne Acheampong kao Lucienne: Bibliotekarka u Kraljevstvu Snova.
- Patton Oswalt kao glas Gavrana Matthewa: Morfejev izaslanik.
- Stephen Fry kao Gilbert: Tajanstveni gospodin koji postaje Walkerov tjelohranitelj.
- Razane Jammal kao Lyta Hall: Walkerina prijateljica i udovica koja oplakuje muža Hectora Halla.
- Sandra James Young kao Unity Kinkaid: Walkerov dobročinitelj koji se nedavno probudio iz stoljetnog sna.

### Sporedni
- Jenna Coleman kao Johanna Constantine: Okultni detektivka koja istražuje San.
- Joely Richardson kao Ethel Cripps: Burgessova zaručnica i majka Johna Deea.
  - Niamh Walsh kao mladi Ethel Cripps.
- Nina Wadia kao Suđenica Majka
- Souad Faress kao Suđenica Starica
- Dinita Gohil kao Suđenica Djevica
- David Thewlis kao John Dee / Doktor Sudbina: Crippsov sin i superzlikovac čiji napor da se pronađe "istina" ugrožava svijet.
- Donna Preston kao Očaj: Sanova sestra, i Žudnjina blizanka.
- Mason Alexander Park kao Žudnja: Androgini brat Sna.

### Gostujući
- Bill Paterson kao Dr. John Hathaway
- Laurie Kynaston kao Alex Burgess: sin Rodericka Burgessa.
  - Benjamin Evan Ainsworth kao mladi Alex Burgess
  - Benedick Blythe kao stariji Alex Burgess
- Charles Dance kao Sir Roderick Burgess: okultist.
- Sanjeev Bhaskar kao Kain: Stanovnik kraljevstva Sna, Abelov brat, baziran na biblijskom Kajinu.[4][5]
- Asim Chaudhry kao Abel: Stanovnik kraljevsta Sna, Kainov brat, baziran na biblijskom Abel
- Meera Syal kao Erika, vikar poznata kao "Ric The Vic" koja traži pomoć Johanne Constantine s demonskom opsjednutošću.
- Claire Higgins kao Mad Hettie, 280-godišnja beskućnica i poznanica Johanne Constantine.
- Gwendoline Christie kao Lucifer Morningstar: Vladar pakla. Inkarnacija Lucifera ove serije mnogo je bliža izvornom prikazu lika u stripovima od njegovog prikaza u televizijskoj seriji Lucifer (2016.)
- Sarah Niles kao Rosemary
- Martyn Ford kao Squatterbloat
- Munya Chawawa kao Choronzon
- Deborah Oyelade kao Nada
- Ernest Kingsley Jnr kao Kai'ckul
- Sam Strike kao Todd
- Kyo Ra kao Rose Walker
- Emma Duncan kao Bette Munroe
- Steven Brand kao Marsh Janowski
- Laurie Davidson kao Mark Brewer
- Daisy Head kao Judy
- James Udom kao Garry
- Lourdes Faberes kao Kate Fletcher
- Kirby Howell-Baptiste kao Smrt: Ljubaznija i mudrija sestra Sna.
- Ferdinand Kingsley kao Hob Gadling
- Samuel Blenkin kao Will Shaxberd
- Ian McNeice kao bartender
- John Cameron Mitchell kao Hal Carter
- Lily Travers and Richard Fleeshman kao Barbie and Ken: guests at Hal's B&B.
- Cara Horgan and Daisy Badger kao Chantal and Zelda: guests at Hal's B&B.

### Glasovi
- Mark Hamill kao Mervyn Pumpkinhead
- Lenny Henry kao Martin Tenbones
- Roger Allam kao Lord Azazel: a Duke of Hell.

## Produkcija

### Razvoj
Prve ideje za adaptaciju Sandmana, stripa koji je napisao Neil Gaiman, a objavljivao DC Comics od 1989. do 1996., rođene su početkom 90-ih, ali su ostale stalno zaglavljene u "Development hell-u" (žargonski izraz koji se koristi u komunikacijskoj industriji koji etiketira proizvode koji su dugo ostali u razvoju, čija je objava godinama odgađana ako ne i otkazana).
Nakon nekoliko pokušaja snimanja igranog filma, DC Entertainment je 2010. godine odlučio početi raditi na televizijskoj adaptaciji. U lipnju 2019. godine Netflix je potpisao ugovor s Warner Brosom, koji je prethodno stekao prava na strip, o produkciji serije, naredivši da se istog mjeseca razviju jedanaest epizoda.

### Snimanje
Snimanje serije trebalo je započeti krajem svibnja 2020., prije nego što je odgođeno zbog pandemije COVID-19. Snimanje je započelo 15. listopada 2020. i završilo u kolovozu sljedeće godine.

## Promocija
Najava je objavljena na internetu 6. lipnja 2022., uz prvi plakat, dok je glavni trailer objavljen 24. srpnja.

## Vanjske poveznice
- Službena stranica na dc.com
- Službena stranica na blancorporation.com
- Službena stranica na phantomfour.com
- Sandman: Kralj snova u internetskoj bazi filmova IMDb-a
- The Sandman na Netflix